# Siv & Viv
Siv & Viv (hette "Siv & Viv med mera" till och med 2004 och "Siv & Viv med flera" under 2005) är en svensk komediserie för barn som började sändas på TV4 2003. Då som inslag i barnprogrammet Morsning korsning och följande år som fristående program.
Viv (Fia Fång) och Siv (Caroline Kull) arbetar på Bulans skivbolag, där de hjälper Bulan med olika uppgifter, som till exempel att ordna saker till kändisar som Bulan ska träffa, saker som Bulan inte själv har tid att ordna. Det blir alltid fel när Siv och Viv ska ordna sakerna. De uppfattar inte vad de ska göra och de blandar ihop saker, som till exempel blomman syren och sirener som finns på ambulanser och polisbilar. Deras största idol är Lill-Babs, som de vill göra en spelning med hos Bulan. Några artister har förekommit på riktigt i serien, till exempel Lill-Babs.